# Wes Lee
Deveon Everheart Aikens, meglio conosciuto con il ring name Wes Lee (Dayton, 2 novembre 1994), è un wrestler statunitense sotto contratto con la WWE.
Noto per i suoi trascorsi nella Total Nonstop Action Wrestling era noto come Dezmond Xavier, nel circuito indipendente ha spesso fatto squadra con Zachary Wentz. Principalmente i due sono noti per aver formato il tag team The Rascalz. I due, inoltre, hanno lottato nella Pro Wrestling Guerrilla, dove hanno vinto una volta il PWG World Tag Team Championship.
In WWE ha vinto una volta l'NXT North American Championship e due volte l'NXT Tag Team Championship con Nash Carter, con cui ha vinto anche la sesta edizione del Dusty Rhodes Tag Team Classic.

## Carriera

### Impact Wrestling (2017–2020)

#### X Division (2017–2018)
Il 13 aprile 2017, è stato riferito che Dezmond Xavier aveva firmato con la Impact Wrestling. Nella puntata di Impact! del 20 aprile 2017 Xavier ha fatto il suo debutto in un Six-way match per l'Impact X Division Championship, in cui non ha avuto successo. Nella puntata di Xplosion Xavier ha fatto il suo debutto in singolo sconfiggendo Idris Abraham. Più tardi, in quel mese, Xavier ha partecipato al torneo GFW Super X Cup 2017, in cui ha sconfitto Idris Abraham nei quarti di finale, Drago in semifinale e Taiji Ishimori in finale per vincere la GFW Super X Cup 2017. A ottobre, Xavier ha fatto il suo debutto in pay-per-view a Bound for Glory, dove ha affrontato Trevor Lee, Garza Jr., Matt Sydal, Petey Williams e Sonjay Dutt in un Six-way match per l'X Division Championship, ma non è riuscito a vincere il titolo. Xavier ha anche ricevuto un match per il titolo X Division contro Taiji Ishimori nella puntata di Impact! del 18 gennaio 2018, ma è stato sconfitto.
A Redemption, Xavier ha partecipato ad un Six-way match per l'X Division Championship che ha perso. A Under Pressure, Xavier è stato sconfitto da Brian Cage in un match per determinare il contendente n°1 all'X Division Championship. A One Night Only Zero Fear, Xavier ha affrontato Matt Sydal per l'X Division Championship, ma è stato sconfitto. In seguito, Xavier si è preso una pausa.

### Dragon Gate (2018)
Xavier e Zachary Wentz hanno debuttato nella Dragon Gate durante l'evento Open the New Year Gate del 2018, facendo coppia con Susumu Yokosuka e sconfiggendo Bandido, Genki Horiguchi e Flamita.

### Lucha Underground (2018)
Il 18 luglio 2018 Dezmond, debuttando come Dezmond X, ha sconfitto Paul London per uno dei sette Aztec Medallions.

### WWE (2020–presente)

#### MSK (2020–2022)
Il 2 dicembre 2020 Xavier firmò con la WWE, venendo mandato al Performance Center per allenarsi. Nella puntata di NXT del 13 gennaio 2021 Xavier debuttò come Wes Lee facendo coppia con il suo compagno Nash Carter nel team noto come MSK sconfiggendo Isaiah "Swerve" Scott e Jake Atlas negli ottavi di finale del Dusty Rhodes Tag Team Classic. Nella puntata di NXT del 27 gennaio gli MSK sconfissero Drake Maverick e Killian Dain nei quarti di finale del torneo. Nella puntata di NXT del 10 febbraio gli MSK sconfissero il Legado del Fantasma nelle semifinali del torneo, qualificandosi dunque per la finale. Il 14 febbraio, a NXT TakeOver: Vengeance Day, gli MSK sconfissero i Grizzled Young Veterans nella finale del torneo, vincendolo. Successivamente, Lee s'infortunò ad una mano, dovendo rimanere fuori dalle scene per un periodo imprecisato. Quando poi gli MSK formarono in azione, il 7 aprile, nella prima serata di NXT TakeOver: Stand & Deliver, conquistarono il vacante NXT Tag Team Championship sconfiggendo i Grizzled Young Veterans e il Legado del Fantasma in un Triple Threat Tag Team match, e poi difesero le cinture appena conquistate dapprima contro Drake Maverick e Killian Dain il 13 aprile a NXT e poi contro il Legado del Fantasma il 1º giugno (sempre a NXT). Il 13 giugno, a NXT TakeOver: In Your House, gli MSK e Bronson Reed, quest'ultimo detentore dell'NXT North American Championship, sconfissero il Legado del Fantasma in un Winner Takes All Six-man Tag Team match mantenendo i loro rispettivi titoli. Il 6 luglio, nella puntata speciale NXT The Great American Bash, gli MSK difesero con successo i titoli contro Timothy Thatcher e Tommaso Ciampa. Nella puntata di NXT del 17 agosto gli MSK mantennero i titoli contro Fabian Aichner e Marcel Barthel. Il 7 settembre, ad NXT, gli MSK conservarono le cinture contro Danny Burch e Oney Lorcan. Nella puntata di NXT 2.0 del 5 ottobre gli MSK mantennero i titoli in un Fatal 4-Way Tag Team Elimination match contro Brooks Jensen e Josh Briggs, Carmelo Hayes e Trick Williams e i Grizzled Young Veterans eliminando per ultimi Brooks e Jensen. Nella puntata speciale NXT Halloween Havoc del 26 ottobre gli MSK persero i titoli contro l'Imperium in un Lumber Jack-o'-Lantern match dopo 202 giorni di regno. Nella puntata speciale NXT New Year's Evil del 4 gennaio gli MSK e Riddle sconfissero l'Imperium. Nella puntata di NXT 2.0 del 25 gennaio gli MSK sconfissero Ikemen Jiro e Kushida nei quarti di finale del Dusty Rhodes Tag Team Classic, e nella semifinale, svoltasi l'8 febbraio, gli MSK superarono Edris Enofé e Malik Blade. Il 15 febbraio, nella puntata speciale NXT Vengeance Day, gli MSK vennero sconfitti dai Creed Brothers nella finale del torneo. Nella puntata speciale NXT Roadblock dell'8 marzo gli MSK affrontarono Fabian Aichner e Marcel Barthel per l'NXT Tag Team Championship, ma il match terminò in un no-contest a causa dell'intervento dei Creed Brothers. Il 2 aprile, a NXT Stand & Deliver, gli MSK vinsero per la seconda volta l'NXT Tag Team Championship in un Triple Threat Tag Team match che comprendeva anche i campioni Fabian Aichner e Marcel Barthel dell'Imperium e i Creed Brothers.
Il 6 aprile 2022 Nash Carter venne licenziato in seguito alle accuse di violenza ai danni della moglie, segnando la fine degli MSK, e due giorni dopo l'NXT Tag Team Championship venne reso vacante.

#### Competizione singola (2022–presente)
Iniziò poi una carriera in singolo, e nella puntata di NXT 2.0 venne sconfitto da Xyon Quinn nel suo primo match singolo; dalla conseguente faida tra i due ne uscì poi vincitore lo stesso Lee dopo due vittorie contro Quinn. Il 5 luglio, nella puntata speciale NXT The Great American Bash, venne sconfitto da Trick Williams. Successivamente trionfò su Williams in un Rounds match per 2-1 nella puntata di NXT 2.0 del 9 agosto.
Nella puntata di NXT del 27 settembre prevalse su Tony D'Angelo (per decisione arbitrale dopo un reale infortunio di D'Angelo) qualificandosi per il Ladder match per il vacante NXT North American Championship a NXT Halloween Havoc. Il 22 ottobre, durante tale evento, vinse il vacante NXT North American Championship in un 5-Way Ladder match che comprendeva anche Carmelo Hayes, Nathan Frazer, Oro Mensah e Von Wagner. Nella puntata di NXT del 1º novembre Lee e Bron Breakker affrontarono i Pretty Deadly per l'NXT Tag Team Championship, ma vennero sconfitti a causa dell'intervento di Carmelo Hayes. Il 22 novembre, ad NXT, mantenne il titolo contro Carmelo Hayes, ma venne poi brutalmente attaccato dal rientrante Dijak. Nella puntata di NXT del 27 dicembre conservò il titolo contro Tony D'Angelo grazie anche all'intervento di Dijak. Il 4 febbraio, a NXT Vengeance Day, conservò il titolo nordamericano anche contro Dijak. Il 14 febbraio, ad NXT, conservò la cintura nordamericana in una Open challenge contro Von Wagner. Il 28 febbraio, ad NXT, conservò la cintura nordamericana in un'altra Open challenge, questa volta contro Nathan Frazer. Il 1º aprile, a NXT Stand & Deliver, mantenne il titolo nordamericano in un fatal five-way match che comprendeva anche Axiom, Dragon Lee, Il'ja Dragunov e JD McDonagh. Mantenne la cintura anche contro Charlie Dempsey nella consueta open challenge svoltasi nella puntata di NXT del 18 aprile, e in seguito anche contro Drew Gulak il 2 maggio. Il 28 maggio, ad NXT Battleground, mantenne la cintura contro Joe Gacy e Tyler Bate. Nella puntata speciale NXT Gold Rush del 20 giugno conservò il titolo contro Tyler Bate in un match arbitrato da Mustafa Ali. Il 18 luglio, ad NXT, perse il titolo contro Dominik Mysterio a causa dell'interferenza di Rhea Ripley, dopo un regno di 269 giorni. Il 30 luglio, a NXT The Great American Bash, prese parte ad un triple threat match per l'NXT North American Championship insieme al campione Dominik Mysterio e Mustafa Ali ma fu Mysterio a vincere. Il 15 agosto, ad NXT, superò Dijak diventando il nuovo sfidante di Carmelo Hayes per l'NXT Championship. Affrontò dunque Hayes per l'NXT Championship il 22 agosto, nella puntata speciale NXT Heatwave, ma venne sconfitto. Tentò di diventare il nuovo sfidante di Hayes per il titolo di NXT ma venne sconfitto da Il'ja Dragunov il 12 settembre ad NXT. Nella puntata di NXT del 28 novembre vinse un fatal four-way match comprendente Bronson Reed, Cameron Grimes e Johnny Gargano diventando il nuovo sfidante di Dominik Mysterio per l'NXT North American Championship. Tuttavia, la settimana dopo, annunciò di aver subito un infortunio alle gambe che lo terrà fuori dalle scene per almeno un anno, cedendo la sua opportunità titolata a Dragon Lee.

## Vita privata
Aikens è sposato con Erica Marie.

## Personaggio

### Mosse finali
- Kardiak Kick (Backflip kick)
- Rounding splash

### Soprannomi
- "The Kardiak Kid"
- "The Livewire"

## Titoli e riconoscimenti
- All American Wrestling
  - AAW Tag Team Championship (1) – con Zachary Wentz
- Combat Zone Wrestling
  - CZW World Tag Team Championship (2) – con Zachary Wentz
- Desastre Total Ultraviolento
  - DTU Alto Impacto Championship (1)
- Impact Wrestling
  - Super X Cup (2017)
  - Turkey Bowl (2018) – con Alisha Edwards, Fallah Bahh, Kikutaro e KM
- Pro Wrestling Guerrilla
  - PWG World Tag Team Championship (1) – con Zachary Wentz
- Pro Wrestling Illustrated
  - 382° tra i 500 migliori wrestler singoli secondo PWI 500 (2019)
- Southside Wrestling Entertainment
  - SWE Tag Team Championship (1) – con Zachary Wentz
- WWE
  - NXT Tag Team Championship (2) – con Nash Carter
  - NXT North American Championship (1)
  - Dusty Rhodes Tag Team Classic (edizione 2021) – con Nash Carter
- WrestleCircus
  - WC Sideshow Championship (1)
- The Wrestling Revolver
  - PWR Tag Team Championship (1) – con Zachary Wentz
  - PWR Tag Team Championship One Night Tag Team Tournament (2018) – con Zachary Wentz
- Xtreme Intense Championship Wrestling
  - XICW Tag Team Championship (1) – con Aaron Williams, Dave Crist, Kyle Maverick, Trey Miguel e Zachary Wentz